# Schilddorf
Schilddorf ist ein Wohnplatz der Hansestadt Osterburg (Altmark) im Landkreis Stendal in Sachsen-Anhalt.

## Geografie
Schilddorf liegt am südlichen Ortseingang von Osterburg. Südlich und östlich des Ortes fließt der Schaugraben, in den der Weidegraben Erxleben mündet.

## Geschichte

### Neuzeit
Der heutige Wohnplatz Schilddorf ist nach beendigter Separation der Feldmark Osterburg unter dem Namen Schildhof errichtet worden, wohl nach 1840 durch Anlage einer Baufläche auf einer wüsten Feldmark. Auf dem Messtischblatt auf dem Jahre 1873 ist der Schildhof, ein Meierhof, verzeichnet. Im Register des Gemeindelexikons von 1873 heißt der Wohnplatz von Osterburg Schilddorf, so, wie auch auf späteren Messtischblättern und in den Gemeindelexika.
1922 umfasste das Gut Schilddorf 211 Hektar. 1928 gehörte das Restgut mit 80 Hektar Fläche Kurt Ohse.
Wenige hundert Meter nördlich des Ortes lag der Haltepunkt Osterburg-Schilddorf der Bahnstrecke Osterburg–Pretzier.
Bereits im Jahre 1986 war der Ort das, was man heute ein Gewerbegebiet nennt. Der VEB Getreidewirtschaft Stendal unterhielt einen Betriebsteil und ein Lagerobjekt Schilddorf, genauso wie der VEB Kraftverkehr Stendal. Die LPG Pflanzenproduktion „Sieg des Sozialismus“ betrieb den Stützpunkt Schilddorf; das Molkereikombinat Osterburg hatte seinen Hauptbetrieb in Schilddorf.

### Wüstung Schiltdorf
Die erste Erwähnung stammt aus dem Jahre 1289, als die wüste Feldmark Schiltorpe vom Markgrafen an die Bürger von Osterburg kam. Sie umfasste 16 Hufen, das Oberland, die Heide und Gehölze. 1427 belehnte Markgraf Johann den Osterburger Bürger Gerke Spiegel mit 9 Scheffel Roggen auf ein halb schiltdorffhe. Weitere Nennungen sind 1430 Schiltdorf, 1446 Schiltorp und 1598 vber schildorffes huefe.
Im Jahre 1647 bildete Schilddorf eine geschlossene Feldmark mit ihren eigenen Gesetzen und Anordnungen. In der Osterburger Magistratsregistratur ist die „Wrügengerechtigkeit über den huffen und Acker, so zur Schilttorf“ überliefert, die 1863 als Abschrift veröffentlicht wurde. Unter Punkt 5 heißt es: „Wer in der Wrüge eine Unlust anrichtet mit Gezänk oder Schlägerey, giebet eine gebratene Gans.“ Die Inhaber der Gemarkung, die sich zwei Schulzen wählten, 1647 für ein Jahr, ab 1697 für sechs Jahre, wohnten in Osterburg.
Heinrich Christoph Steinhart berichtete im Jahre 1800: „Von Erxleben bis Osterburg geht der Weg durch ein angenehmes Eichenwäldchen, Schildtorf genannt. Der durchfließende Graben, der die Erxlebensche, Möckernsche und Osterburgische Feldmarken trennt, heißt gleichfalls Schildtorf, und ist seit einigen Jahren der Schau unterworfen, weil ein unbedeutender Stein in demselben einen langwierigen und sehr kostbaren Prozeß veranlaßte.“
Wilhelm Zahn schrieb 1902, dass eine Ackerbreite namens „das Schilddorf“, 700 Meter südöstlich von Schilddorf, bereits auf der Flur des Dorfes Düsedau lag. Er schrieb: „Die genauere Lage des alten Dorfes ist nicht mehr feststellbar, wahrscheinlich hat es in der Nähe des Schildhofes gelegen.“
Das angrenzende Land hieß „das Himmelreich“. Beckmann schrieb 1753: „Vor … dem Stendaler Thore vor der Schiltorf liegt zur rechten Hand ein ort, so etwas mit holz bewachsen und das Himmelreich, wie auf der andern Seite ein ort die Hölle genennet wird.“

### Einwohnerentwicklung
| Jahr | Einwohner |
| ---- | --------- |
| 1885 | 12        |
| 1895 | 19        |
| 1905 | 42        |